# Zoran Martič
Zoran Martič (ur. 5 maja 1965) – słoweński trener koszykarski. Medalista mistrzostw Europy do lat 20 i 22 jako pierwszy trener reprezentacji Słowenii w tych kategoriach wiekowych. Zdobywał również srebrne medale mistrzostw Słowenii (2005 i 2008), a także mistrzostwo i Puchar Macedonii (2014). W latach 2015–2017 trener Trefla Sopot.
Martič zaczął swoją karierę trenerską w 1989 roku. W czasie jej trwania prowadził kilkanaście klubów koszykarskich, głównie ze Słowenii (m.in. KK Olimpija Ljubljana i KK Krka Novo mesto), ale także z Węgier, Serbii i Czarnogóry, Cypru, Ukrainy i Macedonii. Jako trener klubowy osiągał wiele sukcesów – m.in. zdobył wicemistrzostwo Słowenii w 2005 (trenował wówczas Slovan Ljubljana) i 2008 (Helios Domžale) roku, awansował do finału Pucharu Słowenii w 2008 roku (Helios), w tym samym roku ponadto zwyciężył w Meczu Gwiazd ligi słoweńskiej, a w 2014 roku z KK MZT Skopje zdobył mistrzostwo i Puchar Macedonii. Oprócz tego brał także udział w rozgrywkach międzynarodowych – Lidze Adriatyckiej, FIBA EuroCup Challenge i EuroChallenge. Jako asystent trenera w klubie KK Olimpija Ljubljana zdobył ponadto mistrzostwo i dwa Puchary Słowenii.
Oprócz pracy w klubach Martič był także trenerem kilku kadr juniorskich Słowenii. W reprezentacji do lat 18 w 1994 roku pełnił funkcję asystenta trenera, a rok później był pierwszym trenerem. W drugiej z tych ról pracował także z reprezentacjami do lat 22 (od 1996 do 1998) i 20 (od 2000 do 2001). Z pierwszą z nich w 1998 roku zdobył wicemistrzostwo Europy w tej kategorii wiekowej, a z drugą dwa lata później został mistrzem Europy do lat 20, a w 2001 roku zajął 6. pozycję na mistrzostwach świata w tej kategorii wiekowej.
27 marca 2017 opuścił klub Trefla Sopot ze względów osobistych, jego miejsce zajął dotychczasowy asystent Marcin Kloziński.